# Harmodactylus oscitans
Harmodactylus oscitans är en skalbaggsart som beskrevs av Louis Albert Péringuey 1901. Harmodactylus oscitans ingår i släktet Harmodactylus och familjen Aphodiidae. Inga underarter finns listade i Catalogue of Life.